# Gais 1989
Fotbollsklubben Gais spelade säsongen 1989 i Allsvenskan, där man slutade trea och tog det lilla silvret. I det SM-slutspel som vid denna tid tillämpades efter seriens slut åkte man ut i semifinal mot Malmö FF.
I svenska cupen 1989/1990 åkte man ut redan i sjätte omgången mot Karlskrona AIF.
Magnus Gustafsson blev Gais interna skyttekung med sina sju mål, medan backkämpen Jens Wålemark tilldelades Hedersmakrillen som lagets bästa spelare.
Även Gais damlag spelade säsongen 1989 i Allsvenskan, där man slutade sjua.

## Inför säsongen

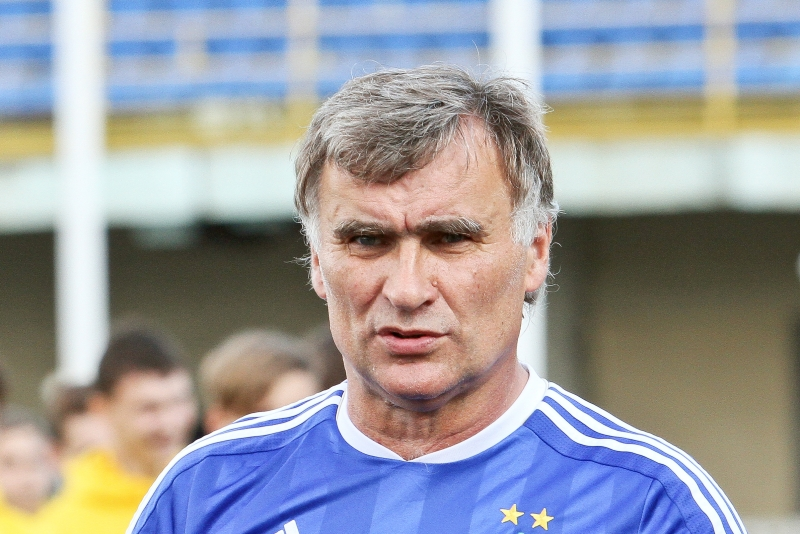
Viktor Chlus, här på en bild från 2014, var ett av Gais nyförvärv 1989.

Gais tappade inför säsongen Ulf Johansson och Steve Gardner, och satsade på att ersätta dem med etablerade stjärnor. Man uppvaktade särskilt Västra Frölundas måltjuv Joakim Nåfors, men Frölunda ville till en början inte släppa ifrån sig honom. Efter hårda förhandlingar nådde man till sist en uppgörelse, och Nåfors blev klar för Gais. Andra spelare som Gais hade ögonen på var Magnus Erlingmark från BK Forward, Kennet Andersson från IFK Eskilstuna och Pontus Kåmark från Västerås SK, men dessa valde andra allsvenska klubbar. Gais värvade i stället finländske landslagsspelaren Erik Holmgren från Helsingfors IFK och sovjetiske Viktor Chlus från georgiska Guria Lantjchuti. Rutinerade Mikael Johansson och Tony Persson fortsatte i ytterligare ett år, och Samir Bakaous arbetstillstånd kunde förlängas en säsong till. Gais kunde därför mönstra ett minst lika starkt lag som 1988.
Träningsmatcherna gick också mycket bra, och Gais höll nollan i tio matcher i rad. Förväntningarna var därför ganska stora på klubben inför seriespelet.

## Seriespel
Gais inledde serien borta mot AIK på Råsunda. Man ledde med 1–0 innan AIK kvitterade i slutminuterna och Sören Järelöv släppte in sitt första mål på över 16 timmars spel! Gais fortsatte dock starkt och slog både IFK Norrköping och Gif Sundsvall innan det i femte omgången var dags att möta IFK Göteborg i en tidig seriefinal. Före matchen demonstrerade båda lagens fans för att bevara ståplatserna på Ullevi. Med 20 minuter kvar av matchen ledde Gais med 2–0, men efter ett självmål av Mikael Marko och en sen kvittering av IFK slutade matchen oavgjort. Gais hade fört matchen och varit mest konstruktiva, så att man tappade segern var en besvikelse. Efter fem matcher var Gais ändå obesegrat, och de tre klassiska Göteborgslagen Örgryte IS, IFK Göteborg och Gais toppade tabellen.
Magnus Gustafsson hade flyttats upp från mittfältet till en anfallsposition och petat prestigevärvningen Joakim Nåfors. Gais fortsatte spela bra, men trots ett på papperet starkt anfall, som dessutom innefattade Ulf Köhl och Viktor Chlus, hade man förtvivlat svårt att göra mål; efter drygt halva serien var det av Gais anfallare bara Magnus Gustafsson som hade gjort mål, och Gais sladdade efter fem uddamålsförluster och nio raka matcher utan seger ner till tionde plats i tabellen, farligt nära nedflyttningsstrecket. Nåfors och Chlus drabbades av småskador, och den formsvage Nåfors hade under en period till och med svårt att platsa i B-laget, där emellertid Chlus öste in mål. I A-laget var det dock än så länge mittfältaren Tony Persson som med sina luriga frisparkar och säkra straffar räddade poängen åt Gais.

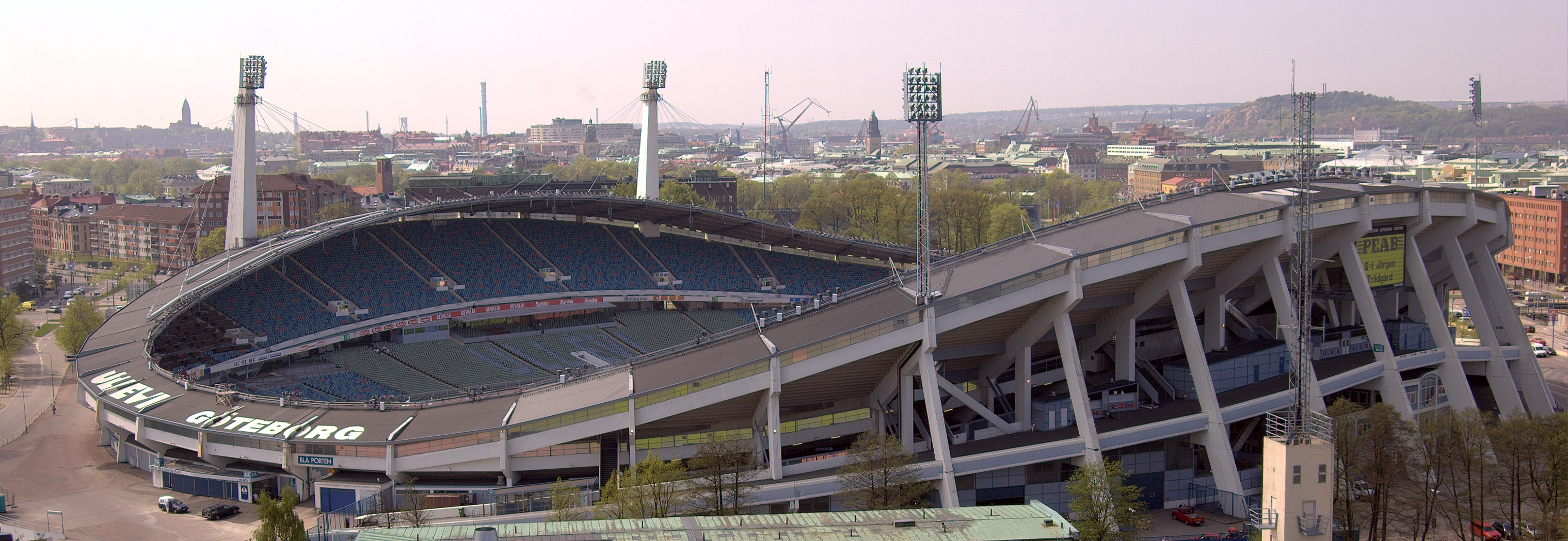
Gais hemmaarena Ullevi.

Hemma mot Gif Sundsvall skulle Gais äntligen hitta formen igen, även om det började skakigt: Annars så säkre Tony Persson missade en straff, och med fem minuter kvar slog gästernas Magnus Wikström en boll i stolpens insida. På detta kontrade emellertid Gais direkt, och inhoppande Köhl hittade Magnus Gustafsson, som några meter utanför straffområdet sköt in 1–0 mellan Sundsvallsförsvararna strax intill målvaktens högra stolpe. När Gais därefter slog AIK med 2–0 och spelade oavgjort borta mot Västra Frölunda hade man sju poäng ner till just Frölunda på nedflyttningsplats, vilket i princip innebar att kontraktet var säkrat.
I matchen mot Frölunda fick Jens Wålemark sin tredje varning för säsongen och blev därmed avstängd i den svåra bortamatchen mot Örebro SK. Det gjorde att Gais tvingades stuva om i startelvan: Mikael Göransson klev ner i backlinjen, och Joakim Nåfors tog hans plats som yttermittfältare, vilket skulle visa sig vara ett lyckokast. Nåfors fick mer boll på sin nya plats och återfick självförtroendet, och Gais slog Örebro med hela 3–0 efter två mål av Samir Bakaou, som även han prickade storformen lagom till seriens slutskede.
Gais låg nu sjua, och det blev dags för höstderby mot IFK inför 13 465 åskådare. Matchen hann knappt börja förrän Joakim Nåfors gjorde 1–0 bakom Thomas Ravelli, på passning från Magnus Gustafsson. Gais dominerade sedan första halvlek med ett fyndigt kortpassningsspel, och i början av andra halvlek sprang Nåfors ifrån Klas Ingesson innan han dribblade bort Lars Zetterlund och Ola Svensson och slog in 2–0. Med tolv minuter kvar gjorde IFK 2–1, och Gais pressades tillbaka, men lyckades hålla undan och tog sin första seger mot ärkerivalen i seriesammanhang sedan 1971.
Efter derbyt fortsatte Gais med att bortaslå IK Brage med 3–1 efter att Sören Järelöv räddat en straff, och sedan krossade man Halmstads BK med hela 4–0, efter två nya mål av pånyttfödde Joakim Nåfors. Gais och HBK bytte i och med detta plats i tabellen, och Gais var på slutspelsplats. Nästa match var derbyt mot Örgryte IS, som inledde bäst och ledde med 1–0 i halvtid innan Nåfors kvitterade på nick efter hörna, och kort därefter kom årets mål: Efter en brytning av Mikael Marko utanför eget straffområde gick bollen via Bakaou och Nåfors till Magnus Gustafsson, som drev ner bollen mot kortlinjen. Han slog sedan en passning snett inåt bakåt till Bakaou, som på en touch stack in bollen mot Ulf Köhl, som sedan länge hade påbörjat en rusch mot Öismålet. Köhl fick bollen perfekt på fötterna, och rullade med vänstern in 2–1 bakom målvakten Sven Andersson. Gais var därmed klart för slutspel, och efter 0–0 i den sista matchen mot Djurgårdens IF slutade man på tredje plats, den bästa placeringen sedan guldet 1954 och den första medaljplatsen sedan 1974. Detta gav också klubben en plats i Uefacupen 1990/1991.

### Slutspel

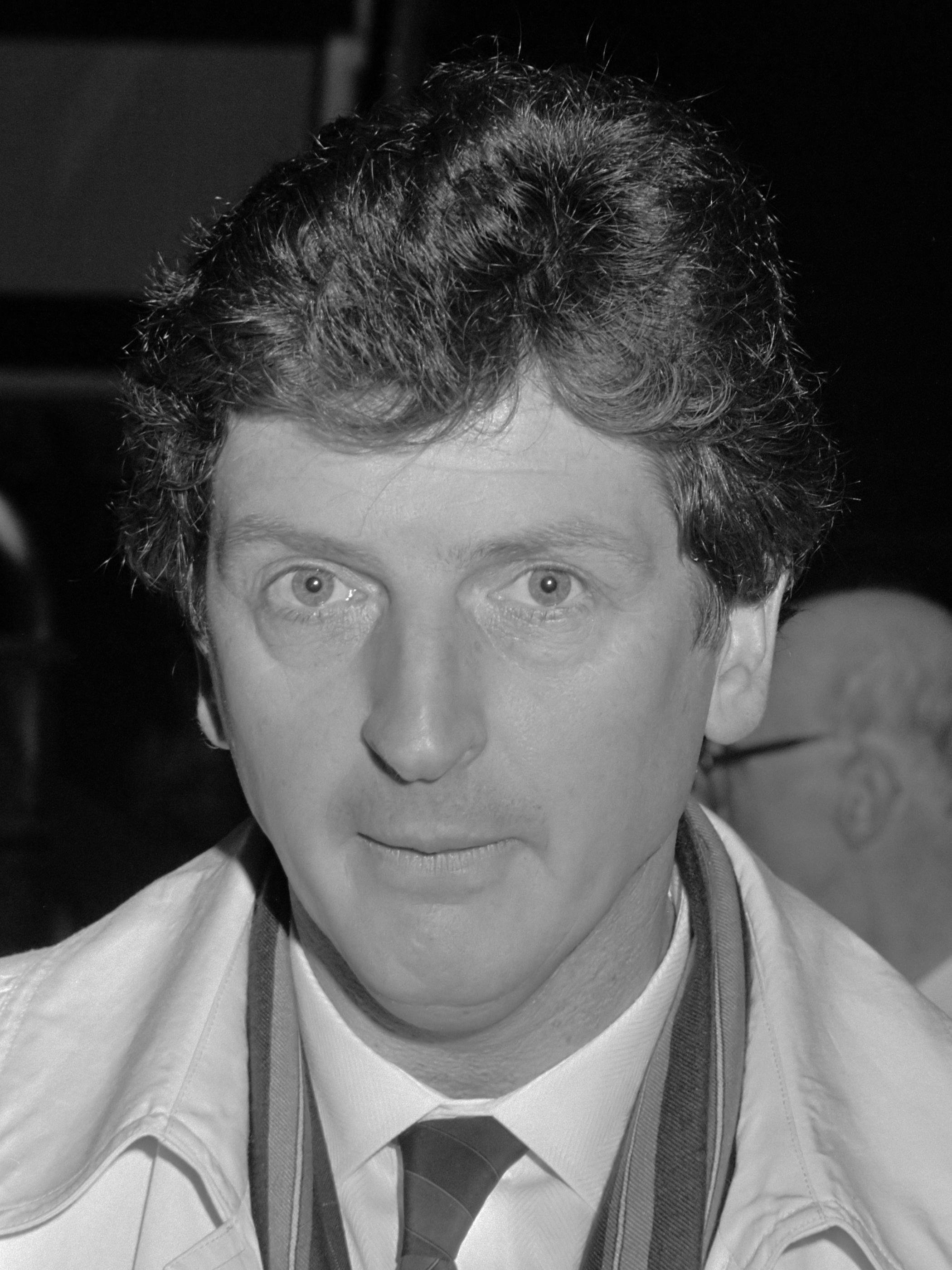
Malmös tränare Roy Hodgson var inte förtjust i Gais, men gick vinnande ur semifinalen.

Gais fick nu möta Malmö FF i semifinal om svenska mästerskapet. Vid denna tid var stämningen laddad mellan de båda klubbarna; Gais brukade spela bra mot skåningarna, och Malmös tränare Roy Hodgson sade öppet att han inte tyckte om Gais. Det smällde när klubbarna möttes, och senast Malmö var på besök på Ullevi fick gästerna två man utvisade. Den första semifinalen gick på Ullevi inför 14 307 åskådare, säsongens största publik i Sverige. Första halvlek blev dramatisk: Malmö tog ledningen, men sedan tappade Malmös målvakt Jonnie Fedel balansen i en höjdduell med Samir Bakaou, och Ulf Köhl kunde slå in 1–1 i öppet mål. I halvtid gick Fedel in i Gais omklädningsrum och klagade över oschyst spel, medan Hodgson gick in i domarrummet med samma budskap, givetvis utan gehör. I andra halvlek började Gais bäst, men före detta gaisaren Håkan Lindman kunde snopet nicka in 1–2 mitt i Gaispressen. Strax före full tid slog dock Mikael Marko ett inlägg från sin högerkant, och inhopparen Chlus nickskarvade bollen vidare till Bakaou, som halvliggande slog in kvitteringen.
Returmatchen på Malmö stadion sändes direkt i tv, men blev inte lika bra som den första. Gais hade en stor chans i första halvlek, när Tony Persson missade helt fri från tio meter, men Malmö var trots allt bättre och kunde vinna med 1–0, trots att Erik Holmgren gjorde en stormatch i Gaisförsvaret. Gais var utslaget, men besvikelsen var ändå inte särskilt stor eftersom laget bara några månader tidigare hade hotats av nedflyttning. Man var dessutom bäst i Göteborg sedan IFK hade slutat på en sjundeplats och missat slutspel, Öis slutat nia en poäng bakom och Frölunda hamnat ohjälpligt sist.

### Tabell
| Nr | Lag                | S  | V  | O  | F  | GM | IM | MS  | P  |
| -- | ------------------ | -- | -- | -- | -- | -- | -- | --- | -- |
| 1  | Malmö FF (RM)      | 22 | 12 | 7  | 3  | 35 | 11 | +24 | 31 |
| 2  | IFK Norrköping     | 22 | 12 | 5  | 5  | 45 | 24 | +21 | 29 |
| 3  | Gais               | 22 | 9  | 8  | 5  | 31 | 20 | +11 | 26 |
| 4  | Örebro SK (U)      | 22 | 10 | 6  | 6  | 25 | 21 | +4  | 26 |
| 5  | Halmstads BK (U)   | 22 | 11 | 3  | 8  | 30 | 31 | −1  | 25 |
| 6  | Djurgårdens IF     | 22 | 9  | 5  | 8  | 23 | 24 | −1  | 23 |
| 7  | IFK Göteborg       | 22 | 9  | 4  | 9  | 34 | 29 | +5  | 22 |
| 8  | AIK                | 22 | 5  | 11 | 6  | 26 | 29 | −3  | 21 |
| 9  | Örgryte IS         | 22 | 6  | 9  | 7  | 19 | 28 | −9  | 21 |
| 10 | IK Brage           | 22 | 6  | 5  | 11 | 22 | 31 | −9  | 17 |
| 11 | GIF Sundsvall      | 22 | 4  | 5  | 13 | 30 | 40 | −10 | 13 |
| 12 | Västra Frölunda IF | 22 | 3  | 4  | 15 | 24 | 56 | −32 | 10 |

### Seriematcher
| Lag                | Hemma | Borta |
| ------------------ | ----- | ----- |
| Malmö FF           | 1–1   | 1–2   |
| IFK Norrköping     | 1–0   | 2–3   |
| Örebro SK          | 0–1   | 3–0   |
| Halmstads BK       | 4–0   | 0–1   |
| Djurgårdens IF     | 0–0   | 2–3   |
| IFK Göteborg       | 2–1   | 2–2   |
| AIK                | 2–0   | 1–1   |
| Örgryte IS         | 0–0   | 2–1   |
| IK Brage           | 1–1   | 3–1   |
| GIF Sundsvall      | 1–0   | 1–0   |
| Västra Frölunda IF | 1–1   | 1–1   |

### Spelarstatistik
| Spelare             | Matcher | Mål |
| ------------------- | ------- | --- |
| Magnus Gustafsson   | 22      | 7   |
| Tony Persson        | 22      | 6   |
| Ulf Köhl            | 22      | 3   |
| Lenna Kreivi        | 22      | 2   |
| Erik Holmgren       | 22      | 1   |
| Jan Lundqvist       | 22      | 1   |
| Mikael Marko        | 22      | 1   |
| Mikael Göransson    | 22      |     |
| Sören Järelöv (mv)  | 22      |     |
| Samir Bakaou        | 21      | 3   |
| Jens Wålemark       | 20      | 1   |
| Joakim Nåfors       | 18      | 5   |
| Viktor Chlus        | 11      | 1   |
| Joakim Granath      | 6       |     |
| Lallo Fernandez     | 4       |     |
| Thomas Kettunen     | 2       |     |
| Patrick Heed        | 1       |     |
| Kjell-Ove Johansson | 1       |     |

## Svenska cupen
Gais gick in i cupen i fjärde omgången. Efter att ha avfärdat Åtvidabergs FF och Degerfors IF gick man i den sjätte omgången på pumpen mot Karlskrona AIF och blev utslagna.

### Matcher
| 4 | 2 juli 1989 | Åtvidabergs FF | 0 – 3 | Gais                           |                        |                        |
|   |             |                |       | Magnus Gustafsson Viktor Chlus | Åtvidaberg Publik: 767 | Åtvidaberg Publik: 767 |
|   |             |                |       |                                | Åtvidaberg Publik: 767 | Åtvidaberg Publik: 767 |
|   |             |                |       |                                | Åtvidaberg Publik: 767 | Åtvidaberg Publik: 767 |

| 5 | 26 juli 1989 | Degerfors IF | 0 – 1 | Gais          |                         |                         |
|   |              |              |       | Erik Holmgren | Degerfors Publik: 3 111 | Degerfors Publik: 3 111 |
|   |              |              |       |               | Degerfors Publik: 3 111 | Degerfors Publik: 3 111 |
|   |              |              |       |               | Degerfors Publik: 3 111 | Degerfors Publik: 3 111 |

| 6 | 9 augusti 1989 | Karlskrona AIF | 2 – 1 | Gais         |                        |                        |
|   |                |                |       | Tony Persson | Karlskrona Publik: 558 | Karlskrona Publik: 558 |
|   |                |                |       |              | Karlskrona Publik: 558 | Karlskrona Publik: 558 |
|   |                |                |       |              | Karlskrona Publik: 558 | Karlskrona Publik: 558 |

## Damlaget
Gais damlag spelade säsongen 1989 i Allsvenskan, där man slutade sjua. Lagets bästa målskytt var Helen Johansson med 13 mål, medan Åsa Lindqvist tilldelades Hedersmakrillen som lagets bästa spelare.